# Margret Kraul
Margret Kraul (* 7. Februar 1945 in Bad Nenndorf) ist eine deutsche Erziehungswissenschaftlerin und Professorin für Pädagogik an der Georg-August-Universität Göttingen.

## Leben
Margret Kraul absolvierte von 1964 bis 1967 eine Lehramtsausbildung für Grund-, Haupt- und Realschulen und war an diesen Schulformen zwischen 1967 und 1970 tätig. Anschließend war sie Pädagogische/Wissenschaftliche Assistentin an der Pädagogischen Hochschule Hannover. Parallel dazu studierte sie an der Technischen Universität Hannover die Fächer Pädagogik, Soziologie, Germanistik, Geschichte. 1977 schloss sie das Studium mit einer Promotion im Fach Pädagogik zu preußischen Gymnasien im Vormärz ab. Darauf folgte eine Hochschulassistentur an der Universität Hannover mit der Habilitation 1986. Ein Forschungsjahr am Zentrum für interdisziplinäre Forschung Bielefeld zum Thema „Bürgertum, Bürgerlichkeit und Bürgerliche Gesellschaft“ erweiterte die historische Perspektive ihrer Arbeiten auf Sozialisationsaspekte hin. Von 1988 bis 2001 hatte sie eine Professur für Pädagogik an der Universität Koblenz-Landau, Abteilung Koblenz inne. Einen Ruf an die Friedrich-Schiller-Universität Jena lehnte sie ab. 2001 wurde sie Professorin für Pädagogik an der Georg-August-Universität Göttingen, war hier mehrfach Dekanin der Sozialwissenschaftlichen Fakultät und forscht seit ihrem Ruhestand im Oktober 2010 im Rahmen einer Niedersachsenprofessur vorrangig zum Thema Privatschulentwicklung.
Margret Kraul war von 1998 bis 2006 im Vorstand der Deutschen Gesellschaft für Erziehungswissenschaft (DGfE) und von 2008 bis 2012 im Fachkollegium der Deutschen Forschungsgemeinschaft.

## Forschungsschwerpunkte
Ihre Forschungsschwerpunkte sind Allgemeine Pädagogik, Historische Bildungsforschung, Schulforschung, Geschlechterforschung und Biographieforschung.

## Veröffentlichungen
- mit Peter-Tobias Stoll: Wissenschaftliche Politikberatung. Hrsg. im Auftrag der Akademie der Wissenschaften zu Göttingen. Wallstein, Göttingen 2011, ISBN 978-3-8353-0643-1.
- mit Dirk Schumann, Rebecca Eulzer, Anne Kirchberg: Zwischen Verwahrung und Förderung, Heimerziehung in Niedersachsen 1949–1975. Budrich UniPress, Opladen/Berlin/Toronto 2012, ISBN 978-3-86388-014-9.
- Privatschulen. Entwicklung in einer Region – eine erste Feldvermessung. In: Heiner Ullrich, Susanne Strunck: Private Schulen in Deutschland. Springer VS, Wiesbaden 2012, ISBN 978-3-53118230-8, S. 165–187.